# 遅延耐性ネットワーク
遅延耐性ネットワーク（ちえんたいせいネットワーク、英: Delay Tolerant Networking、DTN）とは、継続的なネットワーク接続が不可能な極限的環境や移動環境での技術問題への対処方法を求めるコンピュータネットワークの手法の1つである。DTNでは、（IPとIP以外のトランスポート層を含む）様々なネットワーク転送技術上で、ノード間をストアアンドフォワード方式でルーティングし、非同期に任意長のメッセージ（バンドル）をやり取りする。従って、このアーキテクチャはオーバーレイ・ネットワークとして運用され、URIに基づく命名アーキテクチャときめの粗いサービス提供を行う。
遅延耐性ネットワークは惑星間インターネットの研究から生まれた概念だが、地球上の移動体ネットワークも含め一般化されてきた。
最近では、より幅広い状況を表しているとして Disruption-Tolerant Networking（途絶耐性ネットワーク）という用語が使われるようになりつつある。途絶は、無線通信における帯域制限、移動体ノードの疎結合状態、エネルギー資源不足、ネットワークを構成する機器への攻撃、ノイズなどで発生する可能性がある。
小出力な無線電波で他のノードとの通信を行うセンサーを多数配置するセンサーネットワークの概念が登場して以降は、むしろ地球上の無線ネットワークを指してDTNという略語が用いられる場合が多くなった。

## 研究例
DTNに関する主な研究を以下に列挙する。
- Delay Tolerant Networking Research Group - IRTFの研究グループ
- Technology and Infrastructure for Emerging Regions - カリフォルニア大学バークレー校のプロジェクト
- KioskNet - ウォータールー大学の研究プロジェクト
- Diverse Outdoor Mobile Environment - マサチューセッツ大学アマースト校の研究プロジェクト
- ResiliNets Research Initiative - カンザス大学とランカスター大学の共同研究プロジェクト
- Haggle - ケンブリッジ大学のプロジェクト
- Saratoga Tranfer Protocol - サリー大学のプロジェクト
- Live E! ～活きた地球の環境情報～ - WIDE Project, 東京大学, 奈良先端科学技術大学院大学等の連携で推進されるセンサーネットワークの研究プロジェクト